# Malpaís de Nealtican
El malpaís de Nealtican es un espacio natural ubicado en los municipios de Tianguismanalco y San Nicolás de los Ranchos, en el estado mexicano de Puebla. Localizado en una meseta de roca ígnea, está bordeado —en el sentido de las manecillas— por las localidades de San Nicolás de los Ranchos, San Buenaventura Nealtican, Tianguismanalco y San Baltazar Atlimeyaya, así como por los ríos Xalapexco (por el norte) y Apiaxco (por el sur).
El arenoso, pedregoso y poco profundo suelo del malpaís no es apto para la agricultura o el asentamiento humano. En una región de intensa actividad agrícola, esto ha representado la persistencia en gran medida de su bosque de pino-encino, salvo por la producción de carbón y la colecta de leña a pequeña escala.

## Características
El malpaís de Nealtican es un depósito de material ígneo extrusivo, proveniente de la más reciente erupción volcánica del Popocatépetl. Como tal, representa la falda más oriental del volcán, así como parte de la división entre los valles de Puebla-Tlaxcala (que se localiza al este y noreste) y Atlixco (al sur y sureste). Cubre el 32% del municipio de Tianguismanalco (aprox. 42.6 km²), así como el 1% del municipio de San Nicolás de los Ranchos (aprox. 1.6 km²). Su suelo está compuesto por una mezcla de arenosol y litosol; es decir, suelos no consolidados, poco profundos e inútiles para el aprovechamiento agrícola sostenido.
Al contrario de otros espacios naturales denominados «malpaís», el malpaís de Nealtican no presenta un clima árido, sino un clima templado húmedo con precipitación anual —mayormente en verano— de entre 900 y 1000 mm. Esto ha permitido el desarrollo de un denso y bien conservado bosque mixto donde abundan pinos, encinos y madroños, y que sirve de hogar a múltiples especies animales como abejas, lagartijas espinosas, colibríes y conejos de monte.

## Actividad humana

### Actividad económica
En la mayor parte de sus límites, el malpaís está ubicado en un promontorio que se alza unos 50 metros sobre el valle circundante. Las escarpadas laderas han servido históricamente como bancos de material de construcción, principalmente tezontle. Aparte de eso, el malpaís es usado por la población local para la colecta y producción de leña, la producción de carbón vegetal y el pastoreo.

### Actividades recreativas

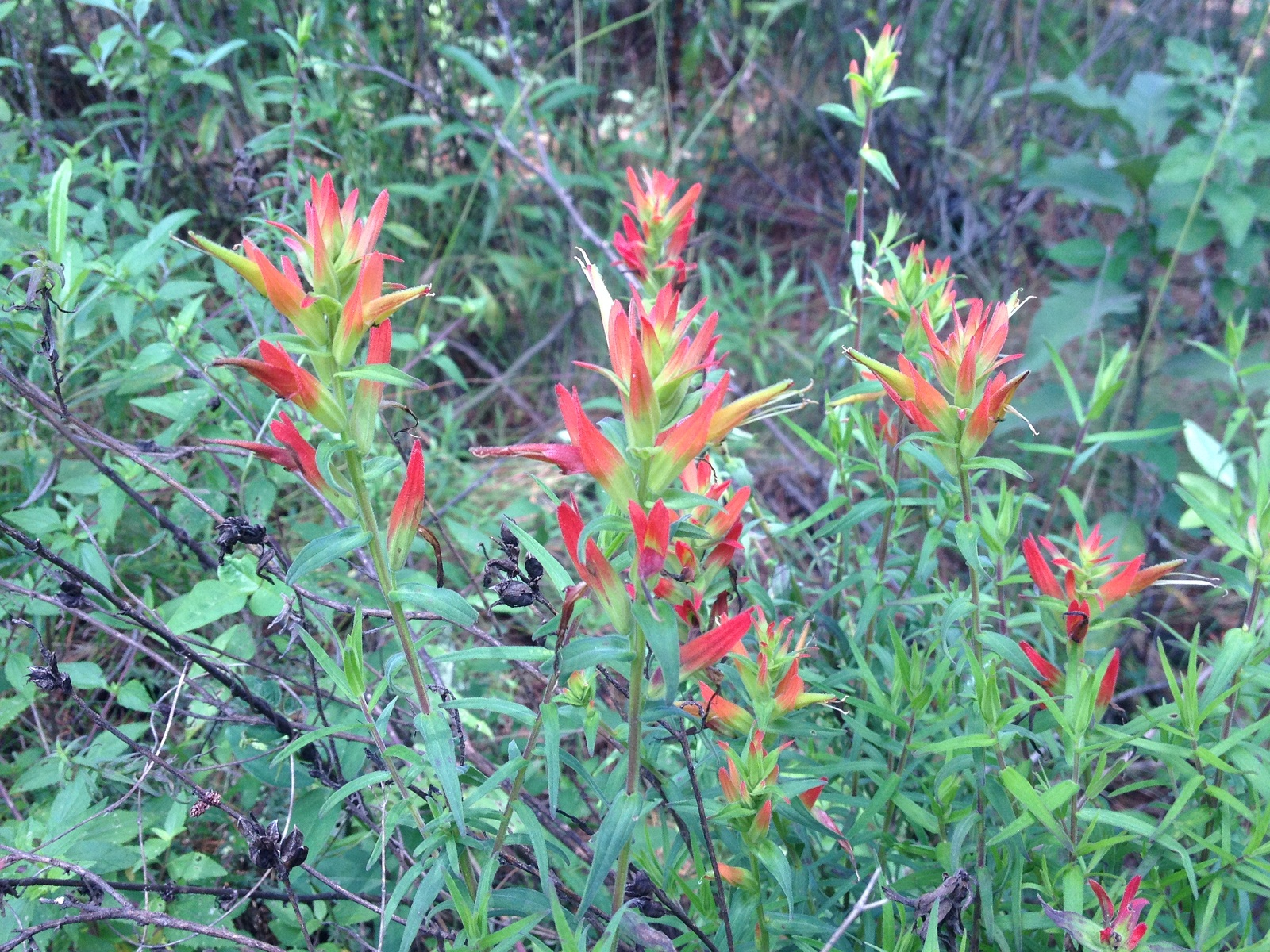
Castilleja tenuiflora, una de las flores que prosperan en el malpaís de Nealtican

Los múltiples senderos que atraviesan el malpaís, así como su combinación de bosque y prados, también tienen potencial recreativo como destino para la observación de flora y fauna, los días de campo, la acampada, el senderismo y el excursionismo. Entre las principales rutas se encuentra el ascenso del cerro Teteolotitla o Teteólotl (2550 m s. n. m.), la cumbre de mayor prominencia en el malpaís. No obstante, este tipo de actividades sigue manteniéndose muy limitado.

## Amenazas
Actualmente no existe un plan de manejo efectivo de los recursos naturales del malpaís de Nealtican. La extensión de la zona, así como su relativa lejanía geográfica y la modesta población de los municipios circundantes, hacen difícil una supervisión práctica, por lo que la tala y la caza ilegales ocurren con frecuencia. No obstante, en 2014, el municipio de Nealtican ha dado un primer paso hacia la resolución de estos problemas con la consolidación de la Guardia Forestal Municipal, encargada de combatir los incendios forestales, evitar la tala y realizar labores de educación ambiental.